# فرد درانت
فرد درانت (انگلیسی: Fred Durrant; ۱۹ ژوئن ۱۹۲۱ – ۵ مارس ۲۰۱۰) بازیکن فوتبال اهل بریتانیا بود.
از باشگاه‌هایی که در آن بازی کرده‌است می‌توان به باشگاه فوتبال اکستر سیتی، باشگاه فوتبال کویینز پارک رنجرز، باشگاه فوتبال بلکبرن روورز، و باشگاه فوتبال برنتفورد اشاره کرد.